# Bugarra
Bugarra és un municipi del País Valencià situat a la comarca dels Serrans.

## Geografia
Situat en la conca del riu Túria, en el vessant nord de la serra de Xiva. La superfície del terme és molt accidentada i muntanyenca. Les altures més importants són: l'Alt de Roger, Bastos, Aliagar, Tajudo, Font i Pinada. En la part nord del terme hi ha un extens altiplà. El Túria travessa el terme d'oest a est, però també el drenen els barrancs de la Font i de Marjuela.
El clima és mediterrani, i els vents dominants són el mestral i el ponent. El vent denominat localment tortosino provoca les pluges de tardor a primavera. El poble està situat en el marge esquerre del riu Túria, en els vessants de la Peña Roya. Hi ha una zona excel·lent per a prendre el bany en el riu, prop del càmping.

### Límits
Bugarra fa frontera amb els límits municipals de Xulilla, Xestalgar, Pedralba i el Villar (a la mateixa comarca); amb Xest (a la Foia de Bunyol) i amb Llíria (a la comarca del Camp de Túria).
Bugarra, junt amb Pedralba i Xestalgar, formen una mena de subcomarca tradicionalment vinculada a Llíria; però el caràcter castellanoparlant de tots tres va fer que els inclogueren en la comarca dels Serrans.

### Accés
Des de València s'accedix a la localitat prenent la CV-35 i enllaçant en acabant amb la CV-376 i la CV-377. Un trajecte alternatiu és prendre la carretera Madrid a Xest; eixir de Xest en direcció a Llíria i prendre la direcció a Pedralba per la CV-380 i de Pedralba a Bugarra.

## Toponímia
Com el topònim La Alpujarra (Granada), Bugarra prové de l'àrab i significa 'prat', en referència a l'extensió de terreny que propicia el riu Túria a l'altura de l'assentament urbà, després de baixar encaixat entre muntanyes. Etimològicament, el nom deriva del terme àrab al Busherat (al-bugscharra), que podria traduir-se com a «la terra d'herba» o «la terra de pastures». Després de l'expulsió dels moriscs en 1609, el topònim es va adaptar a la fonètica de la llengua dels nous colons cristians de la Serrania.

## Història
En les proximitats de la font de La Hortezuela va haver un primer establiment de població, constatat almenys des dels ibers fins després de la reconquesta de Jaume I. Una vegada establerts els habitants en l'emplaçament actual, passa a pertànyer a la Baronia de Pedralba i Bugarra.
Els seus habitants continuaren sent musulmans, tot i que en el segle xvi la mesquita servia per al culte cristià, ja que era obligatori per als habitants. Amb la dràstica mesura d'expulsió dels moriscs a principis del segle xvii Bugarra queda deshabitat, a l'espera que arribaren els nous pobladors cristians, els quals vingueren majoritàriament de la veïna Xulilla.
Amb la desaparició del poder senyorial en 1858, representat a Bugarra pels Sánchez de Calataiud, comtes del Real, les poblacions de Bugarra i Pedralba es varen separar administrativament.

## Demografia
| 1990 | 1992 | 1994 | 1996 | 1998 | 2000 | 2002 | 2004 | 2006 | 2007 | 2015 |
| ---- | ---- | ---- | ---- | ---- | ---- | ---- | ---- | ---- | ---- | ---- |
| 884  | 870  | 865  | 855  | 836  | 828  | 808  | 760  | 745  | 826  | 739  |

## Política i govern

### Composició de la Corporació Municipal
El Ple de l'Ajuntament està format per 7 regidors. En les eleccions municipals de 26 de maig de 2019 foren elegits 4 regidors del Partit Popular (PP) i 3 del Partit Socialista del País Valencià (PSPV-PSOE).
| Eleccions municipals de 26 de maig de 2019 - Bugarra                                                             |                                          |                                     |                                     |      |          |          |
| Candidatura | Candidatura                              | Candidatura                         | Cap de llista                       | Vots | Vots     | Regidors |
| | Partit Popular                           |                                     | Teresa Cervera García               | 284  | 54,72%   | 4 ()     |
| | Partit Socialista del País Valencià-PSOE |                                     | Laura Cervera Melego                | 232  | 44,70%   | 3 ()     |
| | Vots en blanc                            |                                     |                                     | 3    | 0,58%    |          |
| Total vots vàlids i regidors                                                                                     | Total vots vàlids i regidors             | Total vots vàlids i regidors        | Total vots vàlids i regidors        | 284  | 100 %    | 7        |
| | Vots nuls                                | Vots nuls                           | Vots nuls                           | 16   | 2,99%    |          |
| Participació (vots vàlids més nuls)                                                                              | Participació (vots vàlids més nuls)      | Participació (vots vàlids més nuls) | Participació (vots vàlids més nuls) | 535  | 86,57%** |          |
| Abstenció | Abstenció                                | Abstenció                           | Abstenció                           | 83*  | 13,43%** |          |
| Total cens electoral                                                                                             | Total cens electoral                     | Total cens electoral                | Total cens electoral                | 618* | 100 %**  |          |
| Alcaldessa: Teresa Cervera García (PP) (15/06/2019) Per majoria absoluta dels vots dels regidors                 |                                          |                                     |                                     |      |          |          |
| Fonts: JEC, JEZ Llíria, Periòdic Ara. (* No són vots sinó electors. ** Percentatge respecte del cens electoral.) |                                          |                                     |                                     |      |          |          |

### Alcaldia
Des de 2015 l'alcaldessa de Bugarra és Teresa Cervera García del Partit Popular (PP).
| Període                       | Alcalde o alcaldessa       | Partit polític | Data de possessió | Observacions |
| ----------------------------- | -------------------------- | -------------- | ----------------- | ------------ |
| 1979–1983                     | Pedro Pérez Martínez       | UCD            | 19/04/1979        | --           |
| 1983–1987                     | Juan Manuel García Calduch | AIB            | 28/05/1983        | --           |
| 1987–1991                     | Rafael Castelló Marco      | UV             | 30/06/1987        | --           |
| 1991–1995                     | Pedro Pablo Cánoves Dolz   | AVBU           | 15/06/1991        | --           |
| 1995–1999                     | Juan Manuel García Calduch | PP             | 17/06/1995        | --           |
| 1999–2003                     | Juan Manuel García Calduch | PP             | 03/07/1999        | --           |
| 2003–2007                     | Juan Manuel García Calduch | PP             | 14/06/2003        | --           |
| 2007–2011                     | Juan Manuel García Calduch | PP             | 16/06/2007        | --           |
| 2011–2015                     | Juan Manuel García Calduch | PP             | 11/06/2011        | --           |
| 2015–2019                     | Teresa Cervera Garcia      | PP             | 13/06/2015        | --           |
| 2019-2023                     | Teresa Cervera Garcia      | PP             | 15/06/2019        | --           |
| Des de 2023                   | n/d                        | n/d            | 17/06/2023        | --           |
| Fonts: Generalitat Valenciana |                            |                |                   |              |

## Economia
En el secà es conreen garroferes, oliveres i vinya que produïx vi de qualitat excel·lent al celler local. Hi ha regadiu en quasi tota la vall que envolta el poble, on es conreen fruites i hortalisses. Es rega amb aigües del Túria a través de la séquia de Bugarra, que té una longitud de 9 km. Hi ha bestiar oví i caprí. També compta amb mines de caolí. Existix un salt hidroelèctric en el riu.

## Monuments
Una peculiaritat del nucli urbà de Bugarra és el traçat poc freqüent a la comarca de carrers llargs i estrets, insinuant una quadrícula. Trobarem diverses cases d'aparença elegant, propietat de famílies adinerades que a partir de l'expansió de la vinya varen fer fortuna. Este conreu va relegar usos econòmics tradicionals com ara el conreu de la seda i la pansa, que fins al segle xix varen ser una de les bases econòmiques de la població.
- Església de Sant Joan Baptista. De factura modesta, fou construïda en el segle xvii. El seu campanar té una riquea afegida, ja que la seua base formava part del minaret de la mesquita que es remunta a èpoques medievals, torre llavors exempta. En la ubicació de l'actual Casa Abadia podria aixecar-se la mesquita, ja que en la part de darrere de la casa es troba el carrer de l'Onsal Viejo, fent referència al cementeri, que sempre ocupava un lloc contigu al temple musulmà. En l'interior restaurat de l'església es manté l'esgrafiat del segle xvii i la reproducció d'un retaule en fusta que va haver en l'Altar Major, de l'escultor Francesc Vergara.

## Festes locals
- Sant Joan Baptista. Se celebra el 24 de juny.
- Festes Patronals. A partir del 15 d'agost en honor de la Verge de l'Assumpció i de Sant Roc.
- Verge del Rosari i Crist de la Bona Mort. Se celebren a primers d'octubre.